# Saison 2007-2008 du Stade rennais FC
Maillots
Chronologie
Saison précédente Saison suivante
La saison 2007-2008 du Stade rennais football club débute le 7 juillet 2007 avec les premiers matchs de préparation et commence au niveau des compétitions le 4 août. Elle se termine le 17 mai 2008 avec la fin du championnat de Ligue 1.

## Les dates marquantes de la saison
- 15 juin : Le calendrier de la saison est dévoilé. Le Stade rennais disputera son premier match de la saison, à domicile, face à Nancy le 4 août. La dernière journée de championnat aura lieu le 17 mai.
- 25 juin : Reprise des entraînements à la Piverdière. Autour de Pierre Dréossi, dont l'expérience de "manager général à l'anglaise" est renouvelée, le staff technique se réorganise : Landry Chauvin est promu entraîneur-adjoint, quand Laurent Huard prend les commandes de la réserve du club.
- 4 juillet : Le club annonce une rafale de prolongations de contrats. Elles concernent Étienne Didot, Jimmy Briand, Olivier Sorlin et Sylvain Marveaux.
- 7 juillet : En conclusion de son traditionnel stage à Carnac, le Stade rennais dispute son premier match amical. Sa rencontre face à Angers se conclut sur un score nul (2 - 2).
- 11 juillet : John Utaka est transféré à Portsmouth et signe un contrat de 4 ans. Le montant du transfert évoqué par la presse serait de 12 millions d'euros.
- 23 juillet : Après un long bras de fer avec l'OGC Nice, Rod Fanni rejoint le Stade rennais et signe un contrat de 4 ans.
- 4 août : Le premier match de championnat se termine par une défaite à domicile face à Nancy (0 - 2).
- 22 août : Au terme d'un interminable feuilleton qui aura duré plus de deux mois, Sylvain Wiltord signe un contrat de deux ans avec son club formateur. L'international français revient à Rennes dix ans après avoir quitté la capitale bretonne.
- 29 août : Une belle victoire à Auxerre boucle un mois d'août surchargé[1]. Le bilan est largement positif, avec trois succès et deux matchs nuls. C'est même le meilleur début de saison depuis 30 ans[2].
- 20 septembre : Le Stade rennais entame sa campagne européenne par un déplacement sur le terrain du Lokomotiv Sofia. Les Rennais s'imposent 3 - 1 et prennent une option décisive sur la qualification pour la phase de poules.
- 28 octobre : À la faveur d'un succès à Lens (2 - 1), le Stade rennais est troisième du classement et semble menacer le leader lyonnais et son dauphin nancéien. Sans le savoir, les Rennais viennent de gagner leur dernier match en 2007.
- 31 octobre : Élimination en Coupe de la Ligue en huitièmes de finale. Une équipe rennaise largement remaniée s'incline à domicile contre Valenciennes (0 - 2).Hambourg - Stade rennais, le 29 novembre en Coupe UEFA

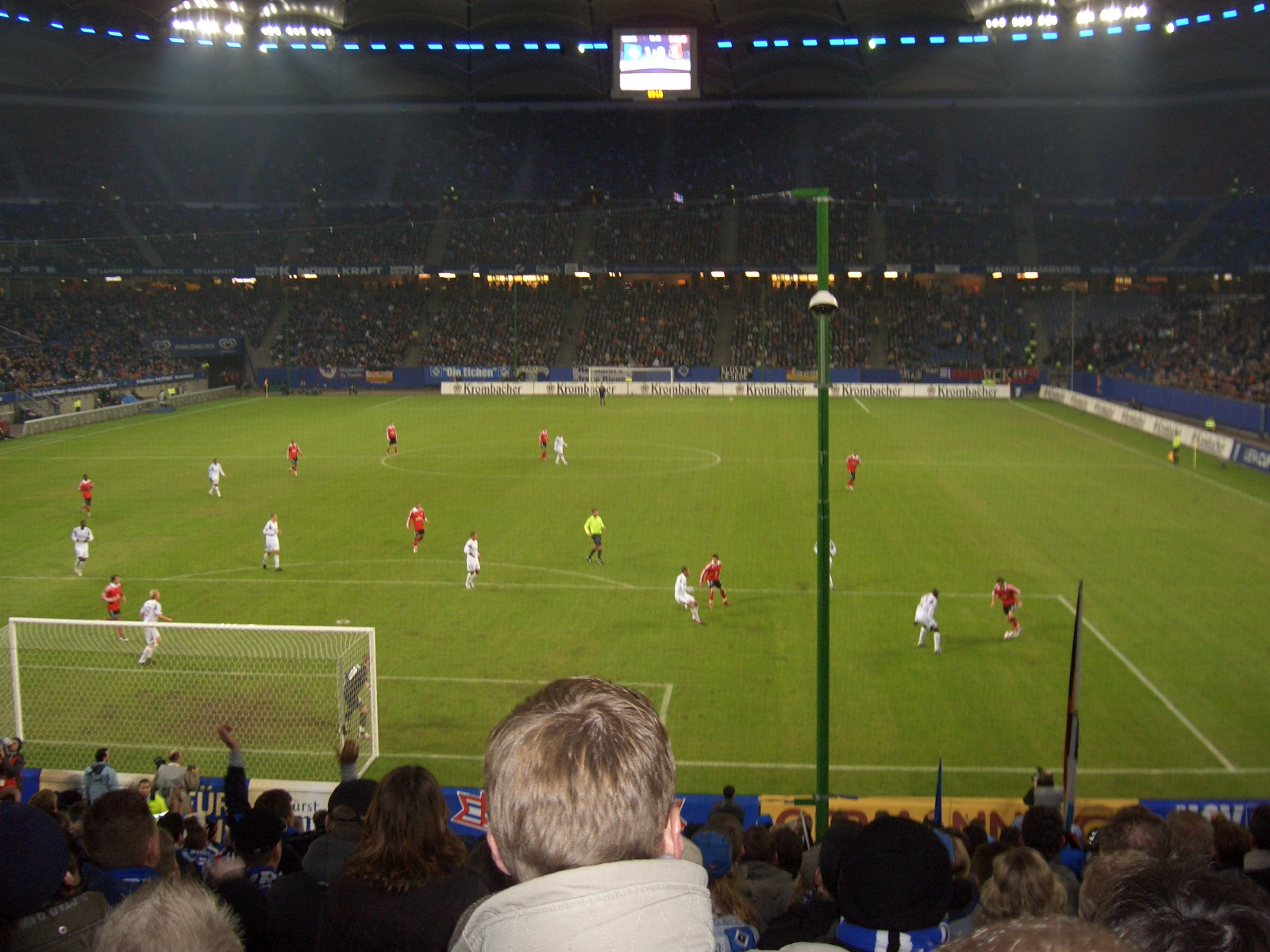
Hambourg - Stade rennais, le 29 novembre en Coupe UEFA

- 12 novembre : Au club depuis janvier 2002, l'ancien capitaine rennais Cyril Jeunechamp s'engage avec Nice. Il avait fait ses adieux au public du Stade de la route de Lorient quatre jours plus tôt.
- 15 décembre : À domicile, Rennes s'incline face à Caen (1 - 2). C'est le sixième revers consécutif en championnat pour une équipe qui tombe dans la deuxième moitié du classement et vient d'encaisser 14 buts en 6 matches.
- 17 décembre : Guy Lacombe est nommé entraîneur du Stade rennais, après que Pierre Dréossi ait annoncé la veille qu'il préférait se concentrer sur son rôle de manager sportif. Ce changement s'accompagne d'une nouvelle organisation au sein du staff technique. Les trois entraîneurs-adjoints Landry Chauvin, Philippe Redon et Michel Sorin quittent le club. Alain Ravera les remplace à compter du 30 décembre.
- 20 décembre : Élimination du club en Coupe UEFA après un ultime match nul concédé face au Dinamo Zagreb (1 - 1). Le Stade rennais termine cinquième et dernier de son groupe.
- 13 janvier : Le Stade rennais renoue avec la victoire en championnat en venant à bout de Marseille (3 - 1).
- 2 février : Élimination du Stade rennais en Coupe de France, dès les seizièmes de finale. Malgré un score nul et vierge à Lorient, les Rennais doivent s'incliner à la suite de la séance des tirs au but.
- 12 février : Décès de Jean Prouff, ancien joueur et entraîneur emblématique du club. Sous sa houlette, le Stade rennais avait remporté la Coupe de France en 1965 et en 1971. En signe de deuil, l'équipe portera un brassard noir pendant deux rencontres.
- 16 février : Après une défaite à Lille (1 - 3), le Stade rennais se retrouve 17e au classement et premier non-relégable.
- 17 mai : À la faveur de 12 matches sans défaite lors des 13 dernières rencontres, le Stade rennais remonte à la sixième place du classement. Sa victoire lors de la dernière journée à Nancy (3 - 2) lui permet de se qualifier pour la dernière édition de la Coupe Intertoto.
- 25 mai : Les 18 ans du Stade rennais remportent la troisième Coupe Gambardella de l'histoire du club. Ils battent les Girondins de Bordeaux en finale au Stade de France (3 - 0), et réalisent l'exploit de boucler leur parcours sans avoir encaissé le moindre but.

## Transferts en 2007-2008
| Date            | Nom                    | Nationalité         | Modalité                    | Provenance/Destination  | Division       |
| Été 2006        |                        |                     |                             |                         |                |
| Arrivées        |                        |                     |                             |                         |                |
| 27 avril        | Lhadji Badiane         | France              | Premier contrat (3 ans)     | -                       | CFA            |
| 27 avril        | Fabien Lemoine         | France              | Premier contrat (1 an)      | -                       | CFA            |
| 2 mai           | Petter Hansson         | Suède               | Recruté libre (3 ans)       | SC Heerenveen           | Eredivisie     |
| 22 juin         | Patrice Luzi           | France              | Recruté libre (3 ans)       | Sporting de Charleroi   | Jupiler League |
| 6 juillet       | Mickaël Pagis          | France              | Transfert (2 ans, 1,2 M€)   | Olympique de Marseille  | Ligue 1        |
| 10 juillet      | Fabrice Catherine      | France              | Recruté libre (1 an)        | Tours FC                | Ligue 2        |
| 16 juillet      | Jérôme Leroy           | France              | Recruté libre (2 ans)       | FC Sochaux              | Ligue 1        |
| 20 juillet      | Rod Fanni              | France              | Transfert (4 ans, 3,5 M€)   | OGC Nice                | Ligue 1        |
| 11 août         | Damien Le Tallec       | France              | Premier contrat (3 ans)     | -                       | CFA            |
| 17 août         | Benjamin Moukandjo     | Cameroun            | Premier contrat (3 ans)     | Kadji Sports Academy    | MTN Elite One  |
| 17 août         | Elderson Uwa Echiejile | Nigeria             | Premier contrat (3 ans)     | Bendel Insurance        | Premier League |
| 17 août         | Fabrice N'Guessi       | République du Congo | Premier contrat (3 ans)     | Étoile du Congo         | D1 Congo       |
| 22 août         | Sylvain Wiltord        | France              | Transfert (2+1 ans, 1,5 M€) | Olympique lyonnais      | Ligue 1        |
| 25 août         | Emerson                | Brésil              | Transfert (3 ans, 5 M€)     | Al Sadd Doha            | Stars League   |
| Départs         |                        |                     |                             |                         |                |
| 1er juin        | Papakouli Diop         | Sénégal             | Laissé libre                | Tours FC                | National       |
| 1er juin        | Jacques Faty           | France              | Fin de contrat              | Olympique de Marseille  | Ligue 1        |
| 15 juin         | Mario Melchiot         | Pays-Bas / Suriname | Fin de contrat              | Wigan Athletic          | Premier League |
| 24 juin         | Christophe Revault     | France              | Transfert gratuit           | Le Havre AC             | Ligue 2        |
| 29 juin         | Alain Rochat           | Suisse              | Transfert définitif         | FC Zurich               | Super League   |
| 4 juillet       | Arnold Mvuemba         | France              | Transfert définitif (2 M£)  | Portsmouth              | Premier League |
| 9 juillet       | Cheick N'Diaye         | Sénégal             | Prêt (1 an)                 | US Créteil-Lusitanos    | National       |
| 11 juillet      | John Utaka             | Nigeria             | Transfert (12 M€)           | Portsmouth              | Premier League |
| 18 juillet      | Grégory Bourillon      | France              | Transfert (3,5 M€)          | Paris SG                | Ligue 1        |
| 23 juillet      | Amadou Coulibaly       | Burkina Faso        | Fin de contrat              | Grenoble Foot           | Ligue 2        |
| 24 août         | Stéphane Nguéma        | Gabon               | Transfert gratuit           | FC Istres               | National       |
| 31 août         | Moussa Sow             | France              | Prêt (1 an)                 | CS Sedan-Ardennes       | Ligue 2        |
| Hiver 2007-2008 |                        |                     |                             |                         |                |
| Arrivées        |                        |                     |                             |                         |                |
| 17 janvier      | Djimi Traoré           | Mali                | Prêt (6 mois)               | Portsmouth FC           | Premier League |
| 31 janvier      | Felix Katongo          | Zambie              | Transfert (2,5 ans, 200 k€) | CD Primeiro de Agosto   | Girabola       |
| Départs         |                        |                     |                             |                         |                |
| 12 nov.         | Cyril Jeunechamp       | France              | Transfert gratuit           | OGC Nice                | Ligue 1        |
| 1er janvier     | Emerson                | Brésil              | Transfert (5,5 M€)          | Al Sadd Doha            | Stars League   |
| 4 janvier       | Kévin Bru              | France              | Prêt (6 mois)               | Berrichonne Châteauroux | Ligue 2        |
| 18 janvier      | Erik Edman             | Suède               | Transfert (1,5 M€)          | Wigan FC                | Premier League |

## L'effectif de la saison
| Poste² | Nat.³     | Nom                    | Naissance        | Sélection⁴ | Championnat | Championnat | Coupe France | Coupe France | Coupe Ligue | Coupe Ligue | Coupe UEFA | Coupe UEFA  | Total Saison | Total Saison | Notes  |
| Poste² | Nat.³     | Nom                    | Naissance        | Sélection⁴ | M           | But inscrit | M            | But inscrit  | M           | But inscrit | M          | But inscrit | M            | But inscrit  | Notes  |
| ------ | --------- | ---------------------- | ---------------- | ---------- | ----------- | ----------- | ------------ | ------------ | ----------- | ----------- | ---------- | ----------- | ------------ | ------------ | ------ |
| A      | FRA       | Lhadji Badiane¹        | 16 avril 1987    | -          | 5           | 0           | 1            | 0            | 1           | 0           | 2          | 0           | 9            | 0            |        |
| D      | FRA       | Guillaume Borne¹       | 12 février 1988  | -19        | 5           | 0           | 0            | 0            | 2           | 0           | 3          | 0           | 10           | 0            |        |
| A      | FRA       | Jimmy Briand¹          | 2 août 1985      | A          | 37          | 7           | 2            | 1            | 2           | 0           | 6          | 0           | 47           | 8            |        |
| M      | FRA       | Kévin Bru¹             | 12 décembre 1988 | -19        | 0           | 0           | 0            | 0            | 1           | 0           | 0          | 0           | 1            | 0            | [ 28 ] |
| G      | FRA       | Fabrice Catherine      | 12 mai 1973      | -          | 0           | 0           | 0            | 0            | 0           | 0           | 0          | 0           | 0            | 0            |        |
| M      | FRA       | Bruno Cheyrou          | 10 mai 1978      | A          | 27          | 0           | 1            | 0            | 2           | 0           | 6          | 2           | 36           | 2            |        |
| M      | FRA       | Romain Danzé¹          | 3 juillet 1986   | Espoirs    | 9           | 0           | 1            | 0            | 0           | 0           | 0          | 0           | 10           | 0            |        |
| D      | FRA       | Bira Dembélé¹          | 22 mars 1988     | Espoirs    | 7           | 0           | 1            | 0            | 0           | 0           | 0          | 0           | 8            | 0            | [ 29 ] |
| M      | FRA       | Étienne Didot¹         | 24 juillet 1983  | Espoirs    | 24          | 2           | 1            | 0            | 2           | 0           | 2          | 0           | 29           | 2            |        |
| D      | NGR       | Elderson Uwa Echiejile | 20 janvier 1988  | A          | 4           | 0           | 1            | 0            | 0           | 0           | 0          | 0           | 5            | 0            |        |
| D      | SWE       | Erik Edman             | 11 novembre 1978 | A          | 12          | 0           | 0            | 0            | 1           | 0           | 2          | 0           | 15           | 0            | [ 30 ] |
| A      | BRA       | Marcio Emerson Passos  | 6 décembre 1978  | -20        | 3           | 0           | 0            | 0            | 0           | 0           | 3          | 0           | 6            | 0            | [ 31 ] |
| A      | SUI       | Julián Estéban         | 16 novembre 1986 | Espoirs    | 3           | 1           | 0            | 0            | 0           | 0           | 0          | 0           | 3            | 1            |        |
| D      | FRA       | Rod Fanni              | 6 décembre 1981  | Espoirs    | 28          | 0           | 2            | 0            | 0           | 0           | 5          | 0           | 35           | 0            |        |
| D      | SWE       | Petter Hansson         | 14 décembre 1976 | A          | 35          | 2           | 2            | 0            | 2           | 0           | 6          | 0           | 45           | 2            |        |
| M      | FRA       | Cyril Jeunechamp       | 18 décembre 1975 | -          | 5           | 0           | 0            | 0            | 1           | 0           | 4          | 0           | 10           | 0            | [ 32 ] |
| M      | ZAM       | Felix Katongo          | 18 avril 1984    | A          | 0           | 0           | 0            | 0            | 0           | 0           | 0          | 0           | 0            | 0            | [ 33 ] |
| A      | FRA / COD | Jirès Kembo Ekoko¹     | 8 janvier 1988   | -20        | 7           | 0           | 0            | 0            | 1           | 0           | 3          | 0           | 11           | 0            |        |
| A      | FRA       | Damien Le Tallec¹      | 14 octobre 1990  | -18        | 0           | 0           | 0            | 0            | 0           | 0           | 0          | 0           | 0            | 0            |        |
| M      | FRA       | Fabien Lemoine¹        | 16 mars 1987     | Espoirs    | 18          | 1           | 2            | 1            | 0           | 0           | 0          | 0           | 20           | 2            |        |
| M      | FRA       | Jérôme Leroy           | 4 novembre 1974  | Espoirs    | 31          | 6           | 1            | 0            | 1           | 0           | 5          | 2           | 38           | 8            |        |
| G      | FRA       | Patrice Luzi           | 8 juillet 1980   | -          | 19          | 0           | 0            | 0            | 2           | 0           | 3          | 0           | 24           | 0            |        |
| M      | FRA       | Sylvain Marveaux¹      | 15 avril 1986    | Espoirs    | 24          | 0           | 1            | 0            | 2           | 0           | 5          | 1           | 32           | 1            |        |
| M      | CMR       | Stéphane Mbia¹         | 20 mai 1986      | A          | 25          | 3           | 0            | 0            | 2           | 0           | 4          | 1           | 31           | 4            |        |
| D      | GHA       | John Mensah            | 29 novembre 1982 | A          | 25          | 1           | 0            | 0            | 0           | 0           | 2          | 0           | 27           | 1            |        |
| A      | FRA       | Daniel Moreira         | 8 août 1977      | A          | 10          | 0           | 2            | 0            | 0           | 0           | 1          | 0           | 13           | 0            |        |
| A      | CMR       | Benjamin Moukandjo     | 12 novembre 1988 | Espoirs    | 0           | 0           | 0            | 0            | 0           | 0           | 0          | 0           | 0            | 0            |        |
| A      | CGO       | Fabrice N'Guessi       | 27 février 1988  | Espoirs    | 0           | 0           | 0            | 0            | 0           | 0           | 0          | 0           | 0            | 0            |        |
| A      | FRA       | Mickaël Pagis          | 17 août 1973     | -          | 31          | 12          | 2            | 0            | 2           | 0           | 4          | 0           | 39           | 12           |        |
| G      | FRA       | Simon Pouplin¹         | 28 mai 1985      | Espoirs    | 19          | 0           | 2            | 0            | 0           | 0           | 3          | 0           | 24           | 0            |        |
| M      | FRA       | Olivier Sorlin         | 9 avril 1979     | Espoirs    | 33          | 0           | 2            | 0            | 2           | 0           | 5          | 0           | 42           | 0            |        |
| A      | FRA       | Moussa Sow¹            | 19 janvier 1986  | Espoirs    | 2           | 0           | 0            | 0            | 0           | 0           | 0          | 0           | 2            | 0            | [ 34 ] |
| A      | FRA       | Olivier Thomert        | 28 mars 1980     | -          | 25          | 5           | 1            | 0            | 1           | 1           | 4          | 0           | 31           | 6            |        |
| D      | MLI       | Djimi Traoré           | 1er mars 1980    | A          | 15          | 0           | 0            | 0            | 0           | 0           | 0          | 0           | 15           | 0            | [ 35 ] |
| A      | FRA       | Sylvain Wiltord¹       | 10 mai 1974      | A          | 25          | 6           | 2            | 1            | 1           | 0           | 4          | 0           | 32           | 7            |        |

- 1 : joueur formé au club
- 2 : G, Gardien de but ; D, Défenseur ; M, Milieu de terrain ; A, Attaquant
- 2 : Nationalité sportive, certains joueurs possédant une double-nationalité
- 4 : sélection la plus élevée obtenue

## Équipe-type
Il s'agit de la formation la plus courante rencontrée en championnat.

## Les rencontres de la saison

### Calendrier
|    | Juillet  | Août       | Septembre  | Octobre      | Novembre | Décembre     | Janvier    | Février | Mars       | Avril        | Mai      | Juin     |
| -- | -------- | ---------- | ---------- | ------------ | -------- | ------------ | ---------- | ------- | ---------- | ------------ | -------- | -------- |
| 1  | dim.     | mer.       | Lille      | lun.         | jeu.     | sam.         | mar.       | ven.    | Sochaux    | mar.         | jeu.     | dim.     |
| 2  | lun.     | jeu.       | dim.       | mar.         | ven.     | Valenciennes | mer.       | Lorient | dim.       | mer.         | ven.     | lun.     |
| 3  | mar.     | ven.       | lun.       | mer.         | Monaco   | lun.         | jeu.       | dim.    | lun.       | jeu.         | Caen     | Colombie |
| 4  | mer.     | Nancy      | mar.       | Loko Sofia   | dim.     | mar.         | ven.       | lun.    | mar.       | ven.         | dim.     | mer.     |
| 5  | jeu.     | dim.       | mer.       | ven.         | lun.     | mer.         | sam.       | mar.    | mer.       | Bordeaux     | lun.     | jeu.     |
| 6  | ven.     | lun.       | jeu.       | Paris S-G    | mar.     | jeu.         | Martigues  | Espagne | jeu.       | dim.         | mar.     | ven.     |
| 7  | Angers   | mar.       | ven.       | dim.         | mer.     | ven.         | lun.       | jeu.    | ven.       | lun.         | mer.     | sam.     |
| 8  | dim.     | mer.       | Italie     | lun.         | Brann    | Strasbourg   | mar.       | ven.    | Paris S-G  | mar.         | jeu.     | dim.     |
| 9  | lun.     | jeu.       | dim.       | mar.         | ven.     | dim.         | mer.       | Auxerre | dim.       | mer.         | ven.     | Roumanie |
| 10 | mar.     | ven.       | lun.       | mer.         | sam.     | lun.         | jeu.       | dim.    | lun.       | jeu.         | Toulouse | mar.     |
| 11 | mer.     | Marseille  | mar.       | Niort        | Bordeaux | mar.         | ven.       | lun.    | mar.       | ven.         | dim.     | mer.     |
| 12 | jeu.     | dim.       | Écosse     | ven.         | lun.     | mer.         | Marseille  | mar.    | mer.       | Lyon         | lun.     | jeu.     |
| 13 | Le Mans  | lun.       | jeu.       | Îles Féroé   | mar.     | jeu.         | dim.       | mer.    | jeu.       | dim.         | mar.     | Pays-Bas |
| 14 | sam.     | mar.       | ven.       | dim.         | mer.     | ven.         | lun.       | jeu.    | ven.       | lun.         | mer.     | sam.     |
| 15 | dim.     | St-Étienne | sam.       | lun.         | Guingamp | Caen         | mar.       | ven.    | Le Mans    | mar.         | jeu.     | dim.     |
| 16 | lun.     | jeu.       | Lorient    | mar.         | Maroc    | dim.         | mer.       | Lille   | dim.       | mer.         | ven.     | lun.     |
| 17 | Cannes   | ven.       | lun.       | Lituanie     | sam.     | lun.         | jeu.       | dim.    | lun.       | jeu.         | Nancy    | Italie   |
| 18 | mer.     | Nice       | mar.       | jeu.         | dim.     | mar.         | ven.       | lun.    | mar.       | ven.         | dim.     | mer.     |
| 19 | Bruges   | dim.       | mer.       | ven.         | lun.     | mer.         | St-Étienne | mar.    | mer.       | Valenciennes | lun.     | jeu.     |
| 20 | ven.     | lun.       | Loko Sofia | Le Mans      | mar.     | Din Zagreb   | dim.       | mer.    | jeu.       | dim.         | mar.     | ven.     |
| 21 | sam.     | mar.       | ven.       | dim.         | Ukraine  | ven.         | lun.       | jeu.    | ven.       | lun.         | mer.     | sam.     |
| 22 | dim.     | Slovaquie  | sam.       | lun.         | jeu.     | sam.         | mar.       | ven.    | sam.       | mar.         | jeu.     | dim.     |
| 23 | lun.     | jeu.       | Sochaux    | mar.         | ven.     | Toulouse     | Nice       | Lorient | Lens       | mer.         | ven.     | lun.     |
| 24 | mar.     | ven.       | lun.       | mer.         | Lyon     | lun.         | jeu.       | dim.    | lun.       | jeu.         | sam.     | mar.     |
| 25 | Caen     | Metz       | mar.       | Bâle         | dim.     | mar.         | ven.       | lun.    | mar.       | ven.         | dim.     | mer.     |
| 26 | jeu.     | dim.       | Clermont-F | ven.         | lun.     | mer.         | Metz       | mar.    | Angleterre | Strasbourg   | lun.     | jeu.     |
| 27 | ven.     | lun.       | jeu.       | sam.         | mar.     | jeu.         | dim.       | mer.    | jeu.       | dim.         | Équateur | ven.     |
| 28 | Bordeaux | mar.       | ven.       | Lens         | mer.     | ven.         | lun.       | jeu.    | ven.       | lun.         | mer.     | sam.     |
| 29 | dim.     | Auxerre    | sam.       | lun.         | Hambourg | sam.         | mar.       | ven.    | sam.       | mar.         | jeu.     | dim.     |
| 30 | lun.     | jeu.       | dim.       | mar.         | ven.     | dim.         | mer.       |         | dim.       | mer.         | ven.     | lun.     |
| 31 | mar.     | ven.       |            | Valenciennes |          | lun.         | jeu.       |         | Monaco     |              | Paraguay |          |
|    | Juillet  | Août       | Septembre  | Octobre      | Novembre | Décembre     | Janvier    | Février | Mars       | Avril        | Mai      | Juin     |

### Liste
| Match | Date          | Compétition         | Tour                | Adversaire                 | Lieu | Score           | Class.          | Buteurs pour le Stade Rennais          | Affluence |
| ----- | ------------- | ------------------- | ------------------- | -------------------------- | ---- | --------------- | --------------- | -------------------------------------- | --------- |
| 1     | 7 juillet     | Amical              | Amical              | Angers (L2)                | N    | 2-2             | 2-2             | Sow 40e, Kembo Ekoko 75e               | 2 000     |
| 2     | 13 juillet    | Amical              | Amical              | Le Mans UC (L1)            | N    | 1-2             | 1-2             | Thomert 50e                            | 2 000     |
| 3     | 17 juillet    | Cannes Cup Festival | 1                   | Cannes (Nat.)              | E    | 1-0             | 1               | Thomert 2e                             | ?         |
| 4     | 19 juillet    | Cannes Cup Festival | 2                   | FC Bruges BEL              | N    | 1-0             | 1               | Badiane 74e                            | ?         |
| 5     | 25 juillet    | Amical              | Amical              | Caen (L1)                  | N    | 1-3             | 1-3             | Sow 76e                                | 2 500     |
| 6     | 28 juillet    | Amical              | Amical              | Girondins de Bordeaux (L1) | D    | 1-2             | 1-2             | Leroy 77e                              | 17 000    |
| 7     | 4 août        | Ligue 1             | 1                   | Nancy                      | D    | 0-2             | 20              | aucun                                  | 23 605    |
| 8     | 11 août       | Ligue 1             | 2                   | Olympique de Marseille     | E    | 0-0             | 18              | aucun                                  | 55 896    |
| 9     | 15 août       | Ligue 1             | 3                   | Saint-Étienne              | D    | 1-0             | 10              | Hansson 3e                             | 28 316    |
| 10    | 19 août       | Ligue 1             | 4                   | Nice                       | E    | 1-1             | 10              | Briand 86e                             | 10 835    |
| 11    | 25 août       | Ligue 1             | 5                   | Metz                       | D    | 2-0             | 8               | Thomert 47e et 55e                     | 24 078    |
| 12    | 29 août       | Ligue 1             | 6                   | Auxerre                    | E    | 2-0             | 5               | Mbia 15e et Briand 33e                 | 7 670     |
| 13    | 1er septembre | Ligue 1             | 7                   | Lille                      | D    | 2-2             | 6               | Leroy 48e et Didot 55e                 | 23 934    |
| 14    | 16 septembre  | Ligue 1             | 8                   | Lorient                    | E    | 1-0             | 4               | Didot 34e                              | 13 674    |
| 15    | 20 septembre  | Coupe UEFA          | Premier tour aller  | Lokomotiv Sofia BGR        | E    | 3-1             | 3-1             | Leroy 39e et 90e et Cheyrou 75e        | 1 800     |
| 16    | 23 septembre  | Ligue 1             | 9                   | Sochaux                    | D    | 0-2             | 6               | aucun                                  | 22 589    |
| 17    | 26 septembre  | Coupe de la Ligue   | Troisième tour      | Clermont                   | E    | 1-0 a.p.        | 1-0 a.p.        | Thomert 114e                           | 5 499     |
| 18    | 4 octobre     | Coupe UEFA          | Premier tour retour | Lokomotiv Sofia BGR        | D    | 1-2             | 1-2             | Marveaux 24e                           | 16 208    |
| 19    | 6 octobre     | Ligue 1             | 10                  | Paris SG                   | E    | 3-1             | 5               | Leroy 19e, Briand 74e et Wiltord 84e   | 35 436    |
| 20    | 11 octobre    | Amical              | Amical              | Niort (L2)                 | N    | 2-0             | 2-0             | Pagis 87e et Kembo Ekoko 91e           | 700       |
| 21    | 20 octobre    | Ligue 1             | 11                  | Le Mans UC                 | D    | 3-0             | 3               | Pagis 11e, Wiltord 53e et Esteban 92e  | 23 349    |
| 22    | 25 octobre    | Coupe UEFA          | Phase de poules, 1  | Basel CHE                  | E    | 0-1             | 4               | aucun                                  | 11 407    |
| 23    | 28 octobre    | Ligue 1             | 12                  | Lens                       | E    | 2-1             | 3               | Wiltord 57e et Leroy 77e               | 30 441    |
| 24    | 31 octobre    | Coupe de la Ligue   | Huitièmes de finale | Valenciennes               | D    | 0-2             | 0-2             | aucun                                  | 14 748    |
| 25    | 3 novembre    | Ligue 1             | 13                  | Monaco                     | D    | 0-1             | 3               | aucun                                  | 27 754    |
| 26    | 8 novembre    | Coupe UEFA          | Phase de poules, 2  | Brann NOR                  | D    | 1-1             | 5               | Cheyrou 87e                            | 11 291    |
| 27    | 11 novembre   | Ligue 1             | 14                  | Girondins de Bordeaux      | E    | 0-3             | 4               | aucun                                  | 21 759    |
| 28    | 15 novembre   | Amical              | Amical              | EA Guingamp (L2)           | N    | 1-1             | 1-1             | Moreira 33e                            | 700       |
| 29    | 24 novembre   | Ligue 1             | 15                  | Lyon                       | D    | 0-2             | 4               | aucun                                  | 28 596    |
| 30    | 29 novembre   | Coupe UEFA          | Phase de poules, 3  | Hamburg DEU                | E    | 0-3             | 5               | aucun                                  | 36 472    |
| 31    | 2 décembre    | Ligue 1             | 16                  | Valenciennes               | E    | 0-3             | 7               | aucun                                  | 12 161    |
| 32    | 8 décembre    | Ligue 1             | 17                  | Strasbourg                 | E    | 0-3             | 9               | aucun                                  | 18 389    |
| 33    | 15 décembre   | Ligue 1             | 18                  | Caen                       | D    | 1-2             | 13              | Pagis 88e                              | 26 081    |
| 34    | 20 décembre   | Coupe UEFA          | Phase de poules, 5  | Dinamo Zagreb HRV          | D    | 1-1             | 5               | Mbia 88e                               | 11 846    |
| 35    | 23 décembre   | Ligue 1             | 19                  | Toulouse FC                | E    | 0-0             | 13              | aucun                                  | 20 722    |
| 36    | 6 janvier     | Coupe de France     | 1/32 de finale      | FC Martigues (Nat.)        | E    | 3-0             | 3-0             | Wiltord 29e, Briand 49e et Lemoine 68e | 3 000     |
| 37    | 13 janvier    | Ligue 1             | 20                  | Olympique de Marseille     | D    | 3-1             | 9               | Pagis 39e et Wiltord 82e et 88e        | 29 278    |
| 38    | 19 janvier    | Ligue 1             | 21                  | Saint-Étienne              | E    | 0-2             | 12              | aucun                                  | 21 666    |
| 39    | 23 janvier    | Ligue 1             | 22                  | Nice                       | D    | 1-1             | 11              | Briand 50e                             | 23 241    |
| 40    | 26 janvier    | Ligue 1             | 23                  | Metz                       | E    | 1-1             | 11              | Thomert 28e                            | 9 823     |
| 41    | 2 février     | Coupe de France     | Seizièmes de finale | Lorient                    | E    | 0-0 (1-3 t.a.b) | 0-0 (1-3 t.a.b) | aucun                                  | 11 611    |
| 42    | 9 février     | Ligue 1             | 24                  | Auxerre                    | D    | 1-2             | 15              | Pagis 50e                              | 22 733    |
| 43    | 16 février    | Ligue 1             | 25                  | Lille                      | E    | 1-3             | 17              | Pagis 89e                              | 13 396    |
| 44    | 23 février    | Ligue 1             | 26                  | Lorient                    | D    | 2-0             | 14              | Briand 43e et Leroy 64e                | 24 133    |
| 45    | 1er mars      | Ligue 1             | 27                  | Sochaux                    | E    | 0-0             | 15              | aucun                                  | 14 564    |
| 46    | 8 mars        | Ligue 1             | 28                  | Paris SG                   | D    | 2-0             | 10              | Sakho 44e c.s.c. et Briand 51e         | 27 523    |
| 47    | 15 mars       | Ligue 1             | 29                  | Le Mans UC                 | E    | 1-1             | 10              | Thomert 39e                            | 10 329    |
| 48    | 22 mars       | Ligue 1             | 30                  | Lens                       | D    | 3-1             | 10              | Leroy 12e, Pagis 43e et Thomert 54e    | 24 411    |
| 49    | 30 mars       | Ligue 1             | 31                  | Monaco                     | E    | 2-1             | 5               | Hansson 19e et Pagis 92e               | 7 164     |
| 50    | 5 avril       | Ligue 1             | 32                  | Girondins de Bordeaux      | D    | 0-2             | 7               | aucun                                  | 28 124    |
| 51    | 12 avril      | Ligue 1             | 33                  | Lyon                       | E    | 1-1             | 10              | Mbia 92e                               | 39 900    |
| 52    | 19 avril      | Ligue 1             | 34                  | Valenciennes               | D    | 1-0             | 7               | Wiltord 77e                            | 26 532    |
| 53    | 26 avril      | Ligue 1             | 35                  | Strasbourg                 | D    | 3-0             | 7               | Pagis 33e 45e et Lemoine 35e           | 24 318    |
| 54    | 3 mai         | Ligue 1             | 36                  | Caen                       | E    | 2-2             | 7               | Leroy 31e et Briand 93e                | 20 624    |
| 55    | 10 mai        | Ligue 1             | 37                  | Toulouse FC                | D    | 2-1             | 7               | Pagis 54e et Mensah 73e                | 28 078    |
| 56    | 17 mai        | Ligue 1             | 38                  | Nancy                      | E    | 3-2             | 6               | Mbia 32e et Pagis 48e 58e              | 19 563    |
| Match | Date          | Compétition         | Tour                | Adversaire                 | Lieu | Score           | Class.          | Buteurs de Rennes                      | Affluence |

### Détail des rencontres

#### Coupe UEFA
| Pl. | Club          | J | V | N | D | bp | bc | Diff. | Pts |
| --- | ------------- | - | - | - | - | -- | -- | ----- | --- |
| 1   | Hambourg SV   | 4 | 3 | 1 | 0 | 7  | 1  | 6     | 10  |
| 2   | Bâle          | 4 | 2 | 2 | 0 | 3  | 1  | 2     | 8   |
| 3   | Brann         | 4 | 1 | 1 | 2 | 3  | 4  | -1    | 4   |
| 4   | Dinamo Zagreb | 4 | 0 | 2 | 2 | 2  | 5  | -3    | 2   |
| 5   | Stade rennais | 4 | 0 | 2 | 2 | 2  | 6  | -4    | 2   |

Bilan :
- 7 matchs
- 1 victoire, 2 nuls, 3 défaites
- 6 buts marqués, 9 encaissés

Coefficient UEFA
- 1 victoire (2 points)
- 2 nuls (2 points)
- 1/3 du coefficient de la France lors de cette saison (2,2860 points)
- + 6,2860 points au coefficient du Stade Rennais
- - 2,6125 points de la saison 2002-03 (le coefficient étant calculé sur 5 saisons)
- Le coefficient du club passe de 20,706 à 24,380
- 64e meilleur coefficient de l'UEFA de la saison 2007-08
- 97e meilleur coefficient de l'UEFA sur les 5 dernières saisons[42].

## Bilan des compétitions
| Compétition       | Vainqueur final          | Débute au tour | Place ou tour final | Première rencontre | Dernière rencontre | Nombre |
| ----------------- | ------------------------ | -------------- | ------------------- | ------------------ | ------------------ | ------ |
| Ligue 1           | Olympique lyonnais       | 1re journée    | 6e                  | 4 août 2007        | 17 mai 2008        | 38     |
| Coupe UEFA        | Zénith Saint-Pétersbourg | Premier tour   | Phase de groupe, 5e | 20 septembre 2007  | 20 décembre 2007   | 6      |
| Coupe de la Ligue | Paris Saint-Germain      | 1/16 de finale | Huitièmes de finale | 26 septembre 2007  | 31 octobre 2007    | 2      |
| Coupe de France   | Olympique lyonnais       | 1/32 de finale | 1/16 de finale      | 6 janvier 2008     | 2 février 2008     | 2      |

### Ligue 1

#### Classement
| P | Équipe        | Matchs | V  | N  | D  | BP | BC | Diff. | Points | Qualifications-relégations      |
| - | ------------- | ------ | -- | -- | -- | -- | -- | ----- | ------ | ------------------------------- |
| 4 | Nancy         | 38     | 15 | 15 | 8  | 44 | 30 | 14    | 60     | Coupe UEFA, premier tour        |
| 5 | Saint-Étienne | 38     | 16 | 10 | 12 | 47 | 34 | 13    | 58     | Coupe UEFA, premier tour        |
| 6 | Rennes        | 38     | 16 | 10 | 12 | 47 | 44 | 3     | 58     | Coupe Intertoto, troisième tour |
| 7 | Lille         | 38     | 13 | 18 | 7  | 45 | 32 | 13    | 57     |                                 |
| 8 | Nice          | 38     | 13 | 16 | 9  | 35 | 30 | 5     | 55     |                                 |

Dernière mise à jour : 17 mai 2008

Source : LFP

Règles de classement : 1. points ; 2. différence de buts ; 3. buts marqués ; 4. différence de buts particulière ; 5. classement du fair-play.

#### Résultats
| Total | Total | Total | Total | Total | Total | Total | Total | Domicile | Domicile | Domicile | Domicile | Domicile | Domicile | Extérieur | Extérieur | Extérieur | Extérieur | Extérieur | Extérieur |
| J     | G     | N     | P     | Bp    | Bc    | Diff  | Pts   | G        | N        | P        | Bp       | Bc       | Diff     | G         | N         | P         | Bp        | Bc        | Diff      |
| ----- | ----- | ----- | ----- | ----- | ----- | ----- | ----- | -------- | -------- | -------- | -------- | -------- | -------- | --------- | --------- | --------- | --------- | --------- | --------- |
| 38    | 16    | 10    | 12    | 47    | 44    | +3    | 58    | 10       | 2        | 7        | 27       | 19       | +8       | 6         | 8         | 5         | 20        | 25        | -5        |

Dernière mise à jour : samedi 17 mai 2008

Source : LFP

#### Résultats par journée
| Journée   | 01 | 02 | 03 | 04 | 05 | 06 | 07 | 08 | 09 | 10 | 11 | 12 | 13 | 14 | 15 | 16 | 17 | 18 | 19 | 20 | 21 | 22 | 23 | 24 | 25 | 26 | 27 | 28 | 29 | 30 | 31 | 32 | 33 | 34 | 35 | 36 | 37 | 38 |
| --------- | -- | -- | -- | -- | -- | -- | -- | -- | -- | -- | -- | -- | -- | -- | -- | -- | -- | -- | -- | -- | -- | -- | -- | -- | -- | -- | -- | -- | -- | -- | -- | -- | -- | -- | -- | -- | -- | -- |
| Terrain   | D  | E  | D  | E  | D  | E  | D  | E  | D  | E  | D  | E  | D  | E  | D  | E  | E  | D  | E  | D  | E  | D  | E  | D  | E  | D  | E  | D  | E  | D  | E  | D  | E  | D  | D  | E  | D  | E  |
| Résultats | D  | N  | V  | N  | V  | V  | N  | V  | D  | V  | V  | V  | D  | D  | D  | D  | D  | D  | N  | V  | D  | N  | N  | D  | D  | V  | N  | V  | N  | V  | V  | D  | N  | V  | V  | N  | V  | V  |
| Points    | 0  | 1  | 4  | 5  | 8  | 11 | 12 | 15 | 15 | 18 | 21 | 24 | 24 | 24 | 24 | 24 | 24 | 24 | 25 | 28 | 28 | 29 | 30 | 30 | 30 | 33 | 34 | 37 | 38 | 41 | 44 | 44 | 45 | 48 | 51 | 52 | 55 | 58 |
| Place     | 20 | 18 | 10 | 10 | 8  | 5  | 6  | 4  | 6  | 5  | 3  | 3  | 3  | 4  | 4  | 7  | 9  | 13 | 13 | 9  | 12 | 11 | 11 | 15 | 17 | 14 | 15 | 10 | 10 | 10 | 5  | 7  | 10 | 7  | 7  | 7  | 7  | 6  |

Source : Liste des rencontres

Terrain : D = Domicile ; E = Extérieur. Résultat: D = Défaite ; N = Nul ; V = Victoire.

#### Résultats par équipe
| Équipe        | Pl. | Points gagnés | Diff. | Date domicile | Score domicile | Score extérieur | Date extérieur |
| ------------- | --- | ------------- | ----- | ------------- | -------------- | --------------- | -------------- |
| Marseille     | 3   | 4             | 2     | 13-01-2008    | 3-1            | 1-1             | 11-08-2007     |
| Saint-Étienne | 5   | 3             | -1    | 15-08-2007    | 1-0            | 0-2             | 19-01-2008     |
| Nice          | 8   | 2             | 0     | 23-01-2008    | 1-1            | 1-1             | 19-08-2007     |
| Metz          | 20  | 4             | 2     | 25-08-2007    | 2-0            | 1-1             | 26-01-2008     |
| Auxerre       | 15  | 3             | 1     | 09-02-2008    | 1-2            | 2-0             | 29-08-2007     |
| Lille         | 7   | 1             | -2    | 01-09-2007    | 2-2            | 1-3             | 16-02-2008     |
| Lorient       | 10  | 6             | 3     | 23-02-2008    | 2-0            | 1-0             | 16-09-2007     |
| Sochaux       | 14  | 1             | -2    | 23-09-2007    | 0-2            | 0-0             | 01-03-2008     |
| Paris SG      | 16  | 6             | 4     | 08-03-2008    | 2-0            | 3-1             | 06-10-2007     |
| Le Mans       | 9   | 4             | 3     | 20-10-2008    | 3-0            | 1-1             | 15-03-2007     |
| Lens          | 18  | 6             | 3     | 23-03-2008    | 3-1            | 2-1             | 28-10-2007     |
| Monaco        | 12  | 3             | 0     | 03-11-2007    | 0-1            | 2-1             | 31-03-2008     |
| Bordeaux      | 2   | 0             | -5    | 05-04-2008    | 0-2            | 0-3             | 11-11-2007     |
| Lyon          | 1   | 1             | -2    | 24-11-2007    | 0-2            | 1-1             | 05-04-2008     |
| Valenciennes  | 13  | 3             | -2    | 19-04-2008    | 1-0            | 0-3             | 02-12-2007     |
| Strasbourg    | 19  | 3             | 0     | 26-04-2008    | 3-0            | 0-3             | 08-12-2007     |
| Caen          | 11  | 1             | -1    | 15-12-2007    | 1-2            | 2-2             | 03-05-2008     |
| Toulouse      | 17  | 4             | 1     | 10-05-2008    | 2-1            | 0-0             | 23-12-2007     |
| Nancy         | 4   | 3             | -1    | 04-08-2007    | 0-2            | 3-2             | 17-05-2008     |

## Équipes de jeunes

### Coupe Gambardella

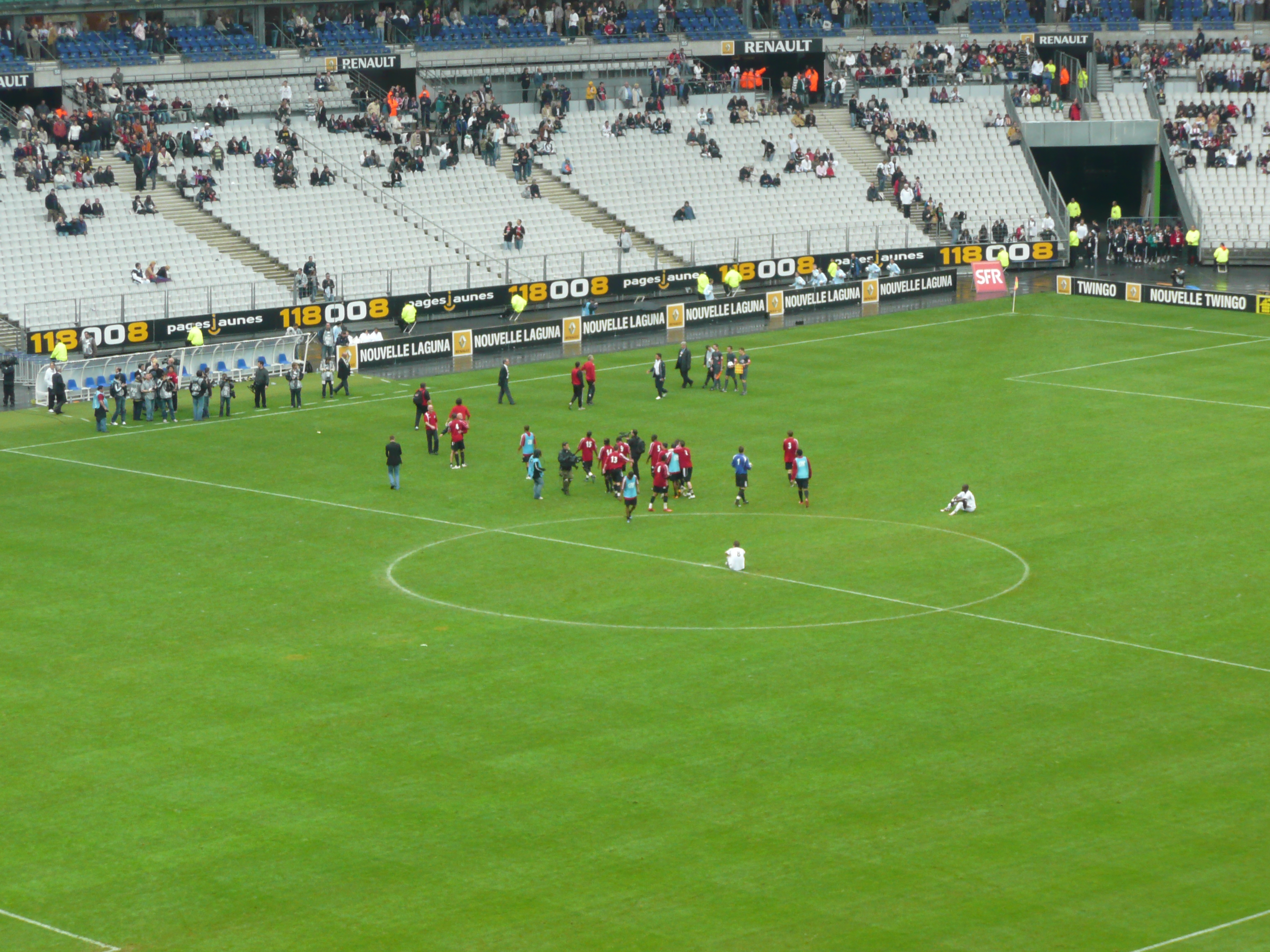
Les jeunes rennais se congratulent après leur victoire en finale

Les 18 ans du Stade rennais disputent à partir de janvier la Coupe Gambardella 2008. L'épreuve est ouverte cette saison aux joueurs nés en 1989, 1990 et 1991. Le Stade rennais remporte l'épreuve pour la troisième fois de son histoire au terme d'un parcours sans faute, puisque sans but encaissé au cours des sept matchs de la compétition. Les Rennais auront néanmoins dû passer par deux fois par l'épreuve des tirs au but, en trente-deuxièmes et en seizièmes de finale.
En finale, les jeunes « Rouge et Noir » dominent tranquillement les Girondins de Bordeaux (3 buts à 0) grâce à des réalisations de Hicham M'Laab, Yann M'Vila et Damien Le Tallec. Ce dernier porte son total de buts dans la compétition à huit, bien aidé par un quintuplé inscrit face au FC Santes en huitièmes de finale. Le capitaine rennais Samuel Souprayen soulève finalement la coupe dans un Stade de France garni de supporters parisiens et lyonnais en attente de la finale de la Coupe de France. Parmi les quatorze joueurs rennais ayant disputé la finale, six sont nés en 1989 et huit en 1990.